# Onderwater
Onderwater (ook: De Court Onderwater) is een oorspronkelijk uit Leiden afkomstig geslacht, maar dat bekend werd als regentenfamilie in Dordrecht.

## Geschiedenis
De oudst bekende stamvader Mattheus Jansz. werd in 1524 poorter te Leiden. Hij trouwde met Alydt Pietersdr. met wie hij een zoon kreeg: Jan Mattheusz. Onderwater. Maar in 1531 overleed haar man en zij hertrouwde met Lenaert Aerntsz. Onderwater. Haar zoon uit haar eerste huwelijk werd vervolgens door zijn stiefvader opgevoed en nam diens geslachtsnaam aan.
In de vierde generatie trokken telgen naar Dordrecht waar ze bestuursfuncties gingen bekleden. Daarnaast verwierven ze heerlijkheden waardoor ze daar ook bestuurlijke invloed kregen. Ze trouwden met andere Dordtse regenten of kinderen van hen. In de 19e en 20e eeuw kwamen er kunstenaars in de familie voor.
Van telgen bestaan ook verschillende portretten uit de 18e en 19e eeuw die in 1977 nog in familiebezit waren.

## Enkele telgen
Jan Mattheusz. Onderwater, poorter van Delft in 1552
- Mattheus Jansz. Onderwater (1552-1618), brouwer en graankoper te Delft
  - Jan Mattheusz. Onderwater (1581-1625), lijndraaier te Rotterdam, brouwer te Dordrecht
    - Boudewijn Onderwater (1607-1671), brouwer, achtraad, schepen en weesmeester te Dordrecht
      - Mr. Hendrik Onderwater, ambachtsheer van Puttershoek, vrijheer van Papendrecht en Matena (1642-1705), schepen en veertigraad van Dordrecht, heemraad van Nieuw Bonaventura
        - Margaritha Onderwater (1671-1719); trouwde in 1695 met Matthijs Berck, vrijheer van Goidschalxoord (1666-1736), schepen en veertigraad van Dordrecht, dijkgraaf van Mijnsheerenland en Moerkerken
        - Mr. Boudewijn Onderwater, heer van Puttershoek, vrijheer van Papendrecht (1673-1742), schepen, achtraad en oudraad te Dordrecht
          - Mr. Hendrik Onderwater, heer van Puttershoek (1703-1770), schout van Dordrecht, secretaris-penningmeester Alblasserwaard, schepen, veertigraad en burgemeester van Dordrecht, kolonel burgerij aldaar
            - Mr. Boudewijn Onderwater, heer van Puttershoek (1736-1803), hoogheemraad Oud- en Nieuw-Reyerwaard, dijkgraaf Nieuw-Bonaventura, schepen, veertigraad en burgemeester van Dordrecht, lid groot coopmansgilde, kolonel burgerij aldaar; trouwde in 1771 met zijn volle nicht Susanna Onderwater (1747-1821)
              - Mr. Hendrik Onderwater, heer van Puttershoek (1776-1837), dijkgraaf van Nieuw Bonaventura, lid raad van Dordrecht

            - Mr. Abraham Onderwater (1740-1798), advocaat Hof van Holland te Dordrecht, achtraad aldaar
            - Mr. Hendrik Onderwater, heer van Niemandsvriend (1747-1822), schepen, veertigraad en burgemeester van Dordrecht, dijkgraaf Alblasserwaard en Vierpolders eiland Dordrecht, kolonel burgerij, lid raad en burgemeester van Dordrecht, kocht in 1771 huis Weizigt

          - Johanna Onderwater (1706-1778), regentes nieuw armhuis te Dordrecht; trouwde in 1737 met mr. Johan Hendrik de Roo, heer van Westmaas en Group, Wulverhorst, Kromwyk en Linschoterhaar (1712-1766), schepen, veertigraad en burgemeester te Dordrecht
          - Boudewijn Onderwater (1711-1790), lid groot coopmansgilde te Dordrecht, commandant regiment Onderwater, generaal infanterie, hoogheemraad Oud- en Nieuw-Reyerwaard
            - Susanna Onderwater (1747-1821); trouwde in 1771 met haar volle neef mr. Boudewijn Onderwater, heer van Puttershoek (1703-1770), schout van Dordrecht, secretaris-penningmeester Alblasserwaard, schepen, veertigraad en burgemeester van Dordrecht, kolonel burgerij aldaar
            - Mr. Samuel Onderwater, heer van Brandwijk en Gijbeland (1748-1821), advocaat Hof van Holland te Dordrecht, hoogheemraad Oud- en Nieuw-Reyerwaard, schepen, veertigraad en burgemeester, lid groot coopmansgilde, kolonel burgerij te Dordrecht, gecommitteerde ter Raad van State, kerkmeester, lid raad van Dordrecht
            - Johanna Onderwater (1754-1837); trouwde in 1777 met haar volle neef mr. Abraham Pompe van Meerdervoort, heer van Zwijndrecht (1754-1819), achtraad, schepen en oudraad te Dordrecht, dijkgraaf Zwijndrechtsche Waard
            - Mr. Adriaan Everwijn Onderwater (1761-1817), schepen en oudraad, kolonel burgerij, lid raad en vroedschap te Dordrecht
            - Mr. Boudewijn Onderwater, heer van Brandwijk en Gijbeland, en Puttershoek (1764-1842), raadsheer Hof van Holland

          - Pompejus Onderwater, heer van Craeijesteijn (1713-1783), majoor regiment Schultz van Haegen, lid groot coopmansgilde, raad en rentmeester-generaal Domeinen van Zuid-Holland en het land van Heusden
            - Boudewijn Onderwater (1740-1820)
              - Joannes Pompejus Boudewijn Onderwater, heer van Brandwijk en Gijbeland (1810-1876), lid firma, later firmant de Court en Comp., kooplieden en commissionairs, rederij op vracht en kassiers te Dordrecht, viceconsul van Denemarken; trouwde in 1841 met jkvr. Johanna Henrietta Margaretha de Court (1816-1880), telg uit het geslacht De Court en dochter van jhr. Etienne Jean de Court, heer van Valkenswaard en Waalre (1784-1846), lid van de raad van Dordrecht
                - Boudewijn de Court Onderwater, heer van Valkenswaard en Waalre (1845-1916), firmant de Court en Co., kooplieden te Dordrecht, agent en viceconsul van Denemarken, majoor-commandant rustende schutterijen te Dordrecht, verkreeg naamswijziging in 1869
                  - Hendrik Theodorus de Court Onderwater (1877-1905), kunstschilder

                - Henri François Onderwater (1847-1938), lid firma de Court en Comp., medeoprichter en lid firma H.F. Onderwater & Co., asfalt-steenfabriek en firma Onderwater en Comp., stijfselfabriek "De Ramskop" te Dordrecht, na 1893 wijnhandelaar aldaar, hoogheemraad Vierpolders, kapitein schutterij
                  - Ir. Jan Boudewijn Onderwater (1875-1929), rijksinspecteur spoorwegdiensten
                    - Maria Johanna de Court Onderwater (1911-1994), kunstenaar onder de naam Marisa Onderwater, verkreeg naamswijziging in 1976
                    - Henri François de Court Onderwater, heer van Brandwijk en Gijbeland (1912-1993), kolonel Koninklijke Marechaussee, verkreeg naamswijziging in 1975

                - Boudewijn Eliza Onderwater, heer van Brandwijk en Gijbeland (1849-1930), bankier en lid gemeenteraad te Zutphen

            - Amarantha Onderwater, vrouwe (1781-1790) van Rijsoord (1742-1813); trouwde in 1767 met mr. Roeland Isaac Faassen Nolthenius, heer van Rijsoord (1736-1781),  schepen en oudraad van Dordrecht, hoogheemraad Alblasserwaard, bewindhebber W.I.C.
            - Susanna Abigael Onderwater, vrouwe van Craeijesteijn (1743-1810)

          - Mr. Samuel Onderwater (1716-1761), schepen en veertigraad van Dordrecht, lid groot coopmansgilde, kapitein burgerij te Dordrecht

        - Mr. Johan Onderwater, heer van half Puttershoek (1675-1712), lid groot coopmansgilde te Dordrecht
        - Maria Onderwater (1678-1745); trouwde in  1716 met mr. Samuel Everwijn, heer van Brandwijk en Gijbeland (1675-1730), schepen en oudraad te Dordrecht
        - Johanna Onderwater, vrijvrouwe van Papendrecht en Matena (1679-1768)

    - Mattheus Onderwater (1613-1665), poorter van Amsterdam 1649, van Utrecht 1659, zeepzieder aldaar
      - Pieter Onderwater (1651-1728), poorter van Dordrecht 1668, bierbrouwer, lid groot coopmansgilde, achtraad, thesaurier, schepen en oudraad, kolonel burgerij aldaar
        - Mattheus Onderwater (1687-1754), bierbrouwer te Dordrecht, lid groot coopmansgilde, achepen, veertigraad, thesaurier en burgemeester aldaar
          - Maria Onderwater (1721-1782), regentes oude mannen en -vrouwenhuis; trouwde in 1750 met mr. Cornelis Pieter Pompe van Meerdervoort, heer van Zwijndrecht (1720-1795), achtraad, schepen en burgemeester te Dordrecht, gecommitteerde ter admiraliteit in Zeeland, waardijn grafelijkheidsmunt, dijkgraaf van Oud-Bonaventura en de Zwijndrechtsche Waard
          - Mr. Pieter Onderwater (1722-1758), advocaat Hof van Holland te Dordrecht, achtraad en schepen aldaar
          - Geertruid Onderwater (1725-1809), regentes nieuw armhuis; trouwde in 1753 met mr. Jacobus van der Pot (1722-1773), veertigraad, schepen en burgemeester van Dordrecht
          - Mr. Mattheus Onderwater (1726-1809), advocaat Hof van Holland te Dordrecht, lid groot coopmansgilde, achtraad, schepen en burgemeester, gedeputeerde ter Staten-Generaal, raad admiraliteit op de Maze, bewindhebber V O.C., kolonel burgerij, kerkmeester, lid raad van Dordrecht
          - Abraham Hendrik Onderwater (1729-1817), secretaris-penningmeester Alblasserwaard, schepen, oudraad, thesaurier en burgemeester van Dordrecht, gedeputeerde ter Staten-Generaal, raad admiraliteit op de Maze, lid groot coopmansgilde, kolonel burgerij te Dordrecht
            - Johanna Onderwater (1759-1831); trouwde in 1783 met Abraham Adriaan Stoop (1755-1811), schepen en veertigraad te Dordrecht
            - Mr. Mattheus Onderwater (1762-1838), hoogheemraad en dijkgraaf Vierpolders, schepen, secretaris weeskamer en kapitein burgerij van Dordrecht
              - Mattheus Onderwater (1810-1852), houtvester 4e jachtdistrict van Zuid-Holland, hoogheemraad Zwijndrechtsche Waard, heemraad Nieuw Bonaventura, lid raad en kapitein schutterij van Dordrecht
                - Hugo Boudewijn Onderwater (1848-1940), burgemeester van Nieuwkoop

            - Mr. Philippus Mattheus Onderwater (1764-1805), rentmeester gasthuis, griffier grafelijkheidsmunt, veertigraad, hoogheemraad Vierpolders

          - Adriana Johanna Onderwater (1737-1775); trouwde in 1759 met mr. Jacob Karsseboom (1733-1786), secretaris van Dordrecht, directeur van de stapel, generaalmeester van de Munt van Holland en Westfriesland, oudraad te Dordrecht

    - Johannes Onderwater (1615-1655)
      - Agneta Onderwater (1650-1684); trouwde in 1684 mr. Everhard de Neyn (1651-1702), secretaris Hof van Holland

    - Dr. Jacob Onderwater (1618-1670), arts, achtraad en lid groot coopmansgilde te Dordrecht

  - Cornelis Mattheusz. Onderwater (1584-1616)
    - Mr. Cornelis Onderwater (1616-1680), schepen, veertigraad en burgemeester van Delft
- Aefgen (Eva) Jansdr. Onderwater (begraven Amsterdam 1619); trouwde in 1583 met Roemer Visscher (1547-1920), graankoper en dichter

Geslachten die opgenomen zijn in het sinds 1910 verschijnende genealogische naslagwerk Nederland's Patriciaat. Lijst volgens opgave van het CBG Centrum voor familiegeschiedenis.
A · B · C · D · E · F · G · H · I · J · K · L · M · N · O · P · Q · R · S · T · U · V · W · Y · Z